# Maikon Leite
Maikon Fernando Souza Leite, mais conhecido como Maikon Leite (Mogi das Cruzes, 3 de agosto de 1988), é um futebolista brasileiro que atua como atacante. Atualmente joga pelo Ji-Paraná Futebol Clube

## Carreira

### Início
Maikon Leite foi revelado pelo Santo André. No início da temporada 2008, estava no time sub-20 do Ramalhão. Foi promovido já durante a Série A-2 do Paulistão e disputou oito jogos. Na Série B do Brasileirão daquele ano, disputou cinco jogos - três como titular - e marcou dois gols.

### Santos
Chegou ao Santos em junho de 2008, com contrato de três anos, onde adota o nome Maikon Leite, para não ser confundido com o meia Michael.
Conquista a simpatia da torcida ao fazer, num de seus primeiros jogos, uma ótima exibição na goleada contra o Vasco, sofrendo 3 pênaltis e dando duas assistências para o colombiano Molina. Se consagrou ainda mais marcando um gol contra o Internacional no Beira-Rio, que foi o único da partida e deu ao Alvinegro Praiano a primeira vitória fora de casa no Brasileirão de 2008. Naquele ano, chegou a ser observado pelo Chelsea, da Inglaterra, que era comandado por Felipão.

#### Grave lesão
No dia 17 de agosto de 2008, no jogo contra o Flamengo, na Vila Belmiro, válido pelo Campeonato Brasileiro de 2008, o jogador sofreu um rompimento em todos os ligamentos (cruzados anterior e posterior, e colateral medial) do joelho direito, afastando-o dos gramados até 2009.

#### Nova lesão
Após oito meses de recuperação, Maikon Leite foi liberado pelo departamento médico do Santos para voltar a jogar. Ele foi relacionado para o jogo contra o Palmeiras, dia 18 de abril de 2009, pela segunda partida da semifinal do Campeonato Paulista de 2009. Depois, participou por alguns minutos no segundo tempo da primeira partida da final do campeonato contra o Corinthians, em 24 de abril.
Porém, no dia 21 de junho, na partida contra o Atlético Mineiro, válida pela 7ª Rodada do Campeonato Brasileiro, o atleta sofreu um rompimento no ligamento cruzado anterior do joelho direito, afastando-o dos gramados com data prevista para retorno em janeiro de 2010.

#### Recuperação e Athletico Paranaense
Maikon Leite após se recuperar da lesão, fez um bom Campeonato Paulista 2010, do qual foi campeão. Porém, pelo seu baixo aproveitamento, a diretoria santista julgou melhor emprestá-lo para que o mesmo ganhasse experiência. Em 27 de maio de 2010, foi emprestado ao Athletico Paranaense.
Logo na primeira partida que fez pelo Atlético, contra o Botafogo, Maikon Leite foi bem, mas se machucou.

#### Retorno e saída
No início de 2011, Maikon Leite assinou um pré-contrato com o Palmeiras. Mesmo tendo um acordo com um rival, Maikon Leite continuou jogando com raça e caiu nas graças da torcida santista, principalmente depois de um importante gol contra o Cerro Porteño do Paraguai na primeira fase da Copa Libertadores 2011.
Os números e os fatos indicam que o clube que projetou o atleta foi o Santos, onde marcou 13 gols tendo disputado 45 jogos, em duas passagens pelo Peixe.

### Palmeiras
No dia 9 de janeiro de 2011, assinou um pré-contato com o Palmeiras, e foi anunciado como o novo reforço do time paulistano. Maikon só pôde ser apresentado no dia 24 de junho de 2011, quando seu contrato com o Santos foi encerrado. Muito empolgado com o novo desafio, disse que chegou ao Palmeiras em busca dos títulos da Sul-Americana e do Brasileirão em 2011, para ser bicampeão da Libertadores no ano seguinte, já que conquistou a competição internacional em 2011 pelo Santos.
Fez sua estreia no dia 30 de junho de 2011, e de quebra já marcou seu primeiro gol sobre o Atlético Goianiense na vitória do alviverde por 2 a 0. Foi aplaudido pela torcida pela sua velocidade e criatividade. Maikon Leite acabou perdendo espaço no ataque em 2011 com a volta de Kléber Gladiador, o bom momento de Luan e os reforços do ataque como Ricardo Bueno.
Na temporada do Paulistão de 2012, com o Palmeiras empatando com o Bragantino em 1 a 1, Maikon Leite entrou no lugar de Tinga e no final do jogo em um cruzamento de Valdivia, marcou para o Palmeiras decretando a vitória por alviverde por 2 a 1, conquistando novamente a confiança da torcida no ataque, ao lado do centroavante Barcos.
Em julho de 2012, foi campeão invicto pelo Palmeiras da Copa do Brasil. O título foi a primeira conquista nacional da equipe depois de 12 anos. Fez, no entanto, no mesmo ano, parte do elenco que rebaixou o Palmeiras para a Série B do Campeonato Brasileiro.
O ex-atacante palmeirense Euller, depois de gostar das comparações com Maikon Leite, disse, após a queda do clube, no entanto, que o jovem precisa também aprender a raciocinar, e não apenas se limitar a correr, para que possa fazer seu futebol evoluir.

#### Empréstimo ao Náutico
No segundo semestre de 2013, foi emprestado ao Náutico. Fez seu primeiro jogo com a camisa do Timbu no dia 28 de julho de 2013, já deixando sua marca na goleada sobre o Internacional pelo placar de 3 a 0, onde marcou o segundo gol da partida. Porém, caiu de produção e o clube tentou devolvê-lo ao Palmeiras menos de dois meses depois. Após a tentativa falha de devolução ao Palmeiras, Maikon Leite ganha uma chance com o técnico Marcelo Martelotte. Na volta ao time titular, em 3 jogos, fez 4 gols, e se tornou um dos destaques do Náutico na temporada.

#### Empréstimo ao Atlas
Sem espaços novamente na equipe do Palmeiras, em janeiro de 2014, Maikon Leite foi negociado por empréstimo com o Atlas, do México, onde recebeu a camisa 10.
Ao longo da temporada, Maikon obteve grande destaque com a camisa do Atlas, levando o clube mexicano à disputa da Libertadores de 2015.

#### Retorno ao Palmeiras
Em janeiro de 2015, Maikon foi reintegrado ao Palmeiras a pedido do técnico Oswaldo de Oliveira para a disputa do Campeonato Paulista de 2015.

#### Empréstimo ao Sport
Em maio de 2015, Maikon Leite foi emprestado ao Sport até o final do ano, após Maikon Leite ter pedido espaço no Palmeiras. Marcou seu primeiro gol pelo Leão na vitória por 1 a 0 diante do Goiás em partida válida pelo Campeonato Brasileiro de 2015. Em 13 de junho de 2015, Maikon Leite fez os dois gols da vitória do Sport sobre o Joinville, pelo placar de 2 a 1.

#### Empréstimo ao Al-Shaab
Sem espaço no Verdão para a temporada de 2016, Maikon Leite foi novamente emprestado, desta vez para Al-Shaab, dos Emirados Árabes.

#### Empréstimo ao Toluca
Ainda sem espaço no Palmeiras, no segundo semestre de 2016, Maikon Leite acertou por empréstimo com o Toluca, do México até o fim do ano.
No clube, foi responsável pelo gol da classificação do Atlas para a Libertadores da América de 2015, na partida diante do líder América. Sem acordo entre Atlas e Palmeiras, ao final do ano, Maikon Leite retornou ao clube paulista.
No Alviverde Paulista, foram cinco temporadas, 90 jogos e 13 gols marcados, até acertar a sua saída em 2016.

### Bahia
Sem espaço no Toluca, e não rendendo muito nos Emirados Árabes, no dia 9 de fevereiro de 2017, ele foi parar no Bahia, por indicação de Hernane e pelo argentino Agustín Allione.

### Ceará
Foi anunciado oficialmente pelo Ceará no dia 16 de setembro de 2017, por meio das redes sociais, para fazer parte do elenco que buscava o acesso da Série B para a Série A do Campeonato Brasileiro.

### Figueirense
Em janeiro de 2018, Maikon Leite assina com o Figueirense até o fim da temporada.

### Brasiliense
Em 2019, atuou pelo Brasiliense, onde fez 17 partidas e marcou quatro gols entre Campeonato Candago, Série D e Copa Verde.

### Amazonas FC
No primeiro semestre de 2020, atuou pelo Amazonas FC. Com a camisa da Onça-Pintada, Maikon disputou seis partidas, das quais marcou três gols e deu três assistências no Campeonato Amazonense.

### Petro de Luanda
No meio de 2020, se transferiu para o Petro de Luanda, clube de Angola.

### Juventus-SC
Em julho de 2021, acertou com o Juventus de Jaraguá do Sul para a Série D do Campeonato Brasileiro.

### Nacional de Patos
O Nacional de Patos anunciou na noite de 21 de novembro de 2022, a contratação de Maikon Leite.

### Batalhão
Em 2024, Maikon Leite foi anunciado pelo Batalhão FC para a disputa do Campeonato Tocantinense. Maikon atuou nas seis partidas da 1ª fase e marcou dois gols e, ao final do campeonato, o time foi rebaixado.

### Sorriso
Em março de 2024, o Sorriso anunciou a contratação do jogador para a disputa da 2ª divisão do Campeonato Mato Grossense.

### Ji-Paraná
Em fevereiro de 2025, foi contratado pelo Ji-Paraná para a disputa do Campeonato Rondoniense. Seis dias depois, em 25 de fevereiro, o atacante atuou diante do Gazin Porto Velho, na derrota por 2 a 0.

## Títulos
Santo André
- Campeonato Paulista – Série A2: 2008

Santos
- Campeonato Paulista: 2010[46],  2011
- Copa do Brasil: 2010[47]
- Copa Libertadores da América: 2011[48]

Palmeiras
- Copa do Brasil: 2012

Bahia
- Copa do Nordeste: 2017

Figueirense
- Campeonato Catarinense: 2018